# Liu Hongyu (jugador de snooker)
Liu Hongyu (China, 21 de abril de 2004) es un jugador de snooker chino.

## Biografía
Nació en China en 2004. Es jugador profesional de snooker desde 2023. No se ha proclamado campeón de ningún torneo de ranking, y su mayor logro hasta la fecha fue alcanzar las semifinales del Abierto de Inglaterra de 2023, en las que cayó derrotado (2-6) ante Zhang Anda. Tampoco ha logrado hilar ninguna tacada máxima, y la más alta de su carrera está en 137.